# The End (비틀즈의 노래)
〈The End〉는 비틀즈의 실질적인 의미에서의 마지막 곡이다. 또한, 이 곡은 비틀즈의 멤버 4명이 모두 모여 녹음한 마지막 곡들 중 하나로, 1969년 8월 18일 완성되었다.
〈The End〉는 원래 《Abbey Road》의 마지막 트랙으로 예정되어 있었다. 〈Her Majesty〉는 본래 〈Mean Mr. Mustard〉와 〈Polythene Pam〉사이에 수록될 예정이었으나, 폴 매카트니는 이를 마음에 들어 하지 않아, 테이프 오퍼레이터에인 존 커랜더에게 삭제를 요청했었지만, 그는 EMI의 어떤 곡도 빼지 말고 담으라는 강한 압력 때문에 이를 맨 뒤로 옮겼다. 매카트니가 이후 이를 마음에 들어 해서, 최종 앨범에는 현재와 같은 곡목으로 남게 되었다.
〈The End〉는 또한 비틀즈의 모든 곡들 중, 링고 스타의 드럼 솔로 부분이 들어있는 유일한 곡이다. 스타는 솔로 연주를 싫어했기 때문에, 드럼 솔로 부분은 다른 멤버들의 권유와 설득에 의한 것이라 한다. 마크 루위슨의 책에 의하면, 현재의 솔로 부분은 원래 스튜디오 녹음에선 베이스 및 일렉트릭 기타와의 협연 부분이었으나, 솔로 효과를 위해서 다른 악기의 음향을 지운 형태로 만든 것이라 한다.
또한 〈The End〉엔 폴 매카트니, 조지 해리슨, 존 레논이 한 번씩 번갈아가며 연주한 기타 솔로 부분이 있다. 이를 잘 들어보면 세 명의 독특한 기타 음색을 구별할 수 있다. 매카트니는 자유로운 형식, 해리슨은 잘 짜여진 멜로디 모티프, (셋 중에서 가장 기술적인 측면이 부족한)레논은 코드에 기반한 연주를 들려준다.
가사의 마지막 줄인 "And in the end, the love you take is equal to the love you make(그리고 결국, 당신이 받게되는 사랑은 당신이 베푼 사랑과 같답니다.)"는 여러 팬들에게, 비틀즈의 철학적 의미를 담은, 마지막 메시지로 여겨져 오고 있다.
조지 마틴의 오케스트라가 믹스된 이 곡의 다른 버전은 Beatles Anthology 3 CD에서 들을 수 있다.

## 참여 인원
- 폴 매카트니 – 리드와 백킹 보컬, 베이스 기타, 피아노, 기타 솔로 (Epiphone Casino)
- 존 레논 – 하모니 보컬, 리듬 기타, 기타 솔로 (Epiphone Casino)
- 조지 해리슨 – 하모니 보컬, 리듬과 리드 기타, 기타 솔로 (Fender Telecaster)
- 링고 스타 – 드럼, 탬버린[2]

이언 맥도날드 당 위 인원
- 조지 마틴 – 오케스트레이션[4]
- 신용불가 – 바이올린 12개, 비올라 4개, 더블 베이스 1개, 호른 4개, 트럼펫 3개, 트롬본 1개, 베이스 트롬본 1개[2]

## 참고 문헌
1. ↑  Mark Lewishon - "The Complete Beatles Recording Sessions"
2. 1 2  《The Abbey Road (Super Deluxe Book)》. Apple Corps. 2019. 55쪽.
3. ↑  MacDonald 2005, 361쪽.
4. ↑  Lewisohn 1988, 190쪽.